# Mila Rodino
'Mila Rodino' ("Мила Родино", [ˈmiɫɐ ˈrɔdino], tạm dịch: Tổ quốc thân yêu hoặc Quê hương thân yêu) là quốc ca hiện tại của Bulgaria. Nó được dựa trên âm nhạc và lời bài hát Gorda Stara Planina của Țvetan Radoslavov Hagi-Dencov, được viết và sáng tác khi ông chiến đấu trong cuộc chiến tranh Serbo-Bungari năm 1885. Quốc ca đã được thông qua vào năm 1964. Lời bài hát được thay đổi nhiều lần, gần đây nhất vào năm 1990.
Giữa năm 1886 và 1944, quốc ca Bungari là Shumi Maritsa ("Шуми Марица"); từ năm 1950 đến 1964, đó là Bulgaria của tôi, vùng đất của các anh hùng ("Българийо мила, земя на герои", Bălgario mila, zemea na gheroi); trong khoảng thời gian ngắn giữa hai người này, đó là cuộc diễu hành Republico nașa, zdravei! ("Републико наша, здравей!").

## Lời

### Tiếng Bulgari
| Chữ Kirin | Chuyển ngữ Latinh | Chuyển tự IPA |
| Горда Стара планина, До ней Дунава синей, Слънце Тракия огрява, Над Пирина пламеней. Припев: Мила Родино, Ти си земен рай, Твойта хубост, твойта прелест, Ах, те нямат край. Паднаха борци безчет, За народа наш любим, Майко, дай ни мъжка сила, Пътя им да продължим. Припев Дружно, братя българи! С нас Москва е в мир и в бой! Партия велика води Нашия победен строй.* Припев | Gorda Stara planina, Do nej Dunava sinej, Slǎnce Trakija ogrjava, Nad Pirina plamenej. Pripev: Mila Rodino, Ti si zemen raj, Tvojta hubost, tvojta prelest, Ah, te njamat kraj. Padnaha borci bezčet, Za naroda naš ljubim, Majko, daj ni mǎžka sila, Pǎtja im da prodǎlžim. Pripev Družno, bratja bǎlgari! S nas Moskva e v mir i v boj! Partija velika vodi Našija pobeden stroj.* Pripev | [ɡɔr.d̪ɐ s̪t̪a.rɐ pɫɐ.n̪i.n̪a ǀ] [d̪o̝ n̪ɛj d̪u.n̪ɐ.vɐ s̪i.n̪ɛj ǀ] [s̪ɫɤ̞n̪.t͡sɛ t̪ra.k̟i.jɐ o̝g.rʲa̟.vɐ ǀ] [n̪at̪ pi.ri.n̪ɐ pɫɐ.mɛ.n̪ɛj ǁ] [pri.pɛf] [mi.ɫɐ rɔ.d̪i.n̪o̝ ǀ] [t̪i s̪i z̪ɛ.mɛn̪ raj ǀ] [t̪fɔj.t̪ɐ xu.bɔs̪t̪ ǀ t̪fɔj.t̪ɐ prɛ.lɛs̪t̪ ǀ] [ax ǀ t̪ɛ ɲ̪a̟.mɐt̪ kraj ǁ] [pad̪.n̪ɐ.xɐ bo̝r.t͡si bɛs̪.t͡ʃɛt̪ ǀ] [z̪ɐ n̪ɐ.rɔ.d̪ɐ n̪aʃ ʎu̟.bim ǀ] [maj.ko̝ ǀ d̪aj n̪i mɤ̞ʃ.kɐ s̪i.ɫɐ ǀ] [pɤ̞.t̪ʲɐ im d̪ɐ pro̝.d̪əɫ.ʒim ǁ] [pri.pɛf] [d̪ruʒ.n̪o̝ ǀ bra.t̪ʲɐ bɤ̞ɫ.gɐ.ri ǁ] [s̪‿n̪as̪ mo̝.s̪kfa ɛ‿v mir i‿f bɔj ǁ] [par.t̪i.jɐ vɛ.li.kɐ vɔ.d̪i] [n̪a.ʃi.jɐ po̝.bɛ.d̪ɛn̪ s̪t̪rɔj ǁ]* [pri.pɛf] |

### Lược dịch Tiếng Việt
Dãy núi Balkan đầy tự hào,
Bên cạnh dòng Danube đầy lấp lánh,
Mặt trời tỏa sáng trên Thrace,
Và lóe trên Pirin.
Điệp khúc (2 lần):
Tổ quốc thân yêu,
Người là thiên đường trên trái đất,
Vẻ đẹp của Người, sắc đẹp của Người,
Ôi, họ vô biên.
Nhiều chiến sĩ đã hy sinh,
Cho người thân yêu của chúng ta,
Mẹ, cho chúng ta sức mạnh của dũng cảm
Tiếp tục con đường của họ.*
Điệp khúc (2 lần)
Cùng nhau, hỡi những người anh em Bulgaria
Moscow ở với chúng ta trong hòa bình và chiến tranh!
Một Đảng tuyệt vời dẫn dắt,
Xã hội chiến thắng của chúng tôi. **
Điệp khúc (2 lần)
*Dưới thời Đảng Cộng sản, hai câu bổ sung đã được thêm vào (được đánh dấu sao) đề cập đến Moskva (dưới sự chỉ huy trực tiếp của Todor Hristov Jivcov) và Đảng Cộng sản Bulgaria, cũng như những chiến binh đã hy sinh cho Bulgaria trong nhiều năm. Sau những thay đổi vào năm 1989, những lời ấy của bài quốc ca đã bị gỡ bỏ.

### Lời gốc
| Мила Родино (Tiếng Bulgaria Chữ Kirin) | Mila Rodino (Chuyển ngữ Latinh) | Tổ quốc thân yêu (Tiếng Việt) |
| --- | --- | --- |
| Горда стара планина, до ней север се синей Слънце Витош позлатява към Цариград се белей. Припев (x2): Мила Родино, ти си земен рай, твойта хубост, твойта прелест, ах, те нямат край. Хайде братя българи, към Балкана да вървим. Там се готви бой юнашки, за свобода, правдини. Припев (x2) | Gorda stara planina, do nej sever se sinej Slǎnce Vitoš pozlatjava Kǎm Carigrad se belej. Refrain (x2): Mila Rodino, ti si zemen raj, tvojta hubost, tvojta prelest, ah, te njamat kraj. Hajde bratja bǎlgari, Kǎm Balkana da vǎrvim. Tam se gotvi boj junaški, za svoboda, pravdini. Refrain | Núi Già đầy tự hào, Phía bắc lấp lánh bên cạnh nó, Mặt trời vàng trên Vitosha Hướng về Tsarigrad tỏa sáng màu trắng. Điệp khúc (2 lần): Tổ quốc thân yêu, Người là thiêng đường trên trái đất, Vẻ đẹp của Người, sắc đẹp của Người Ôi, họ vô biên Những người anh em Bulgaria, Hãy đến Balkan. Có một trận chiến anh hùng đang đến gần, Vì tự do, vì công lý. Điệp khúc (2 lần) |

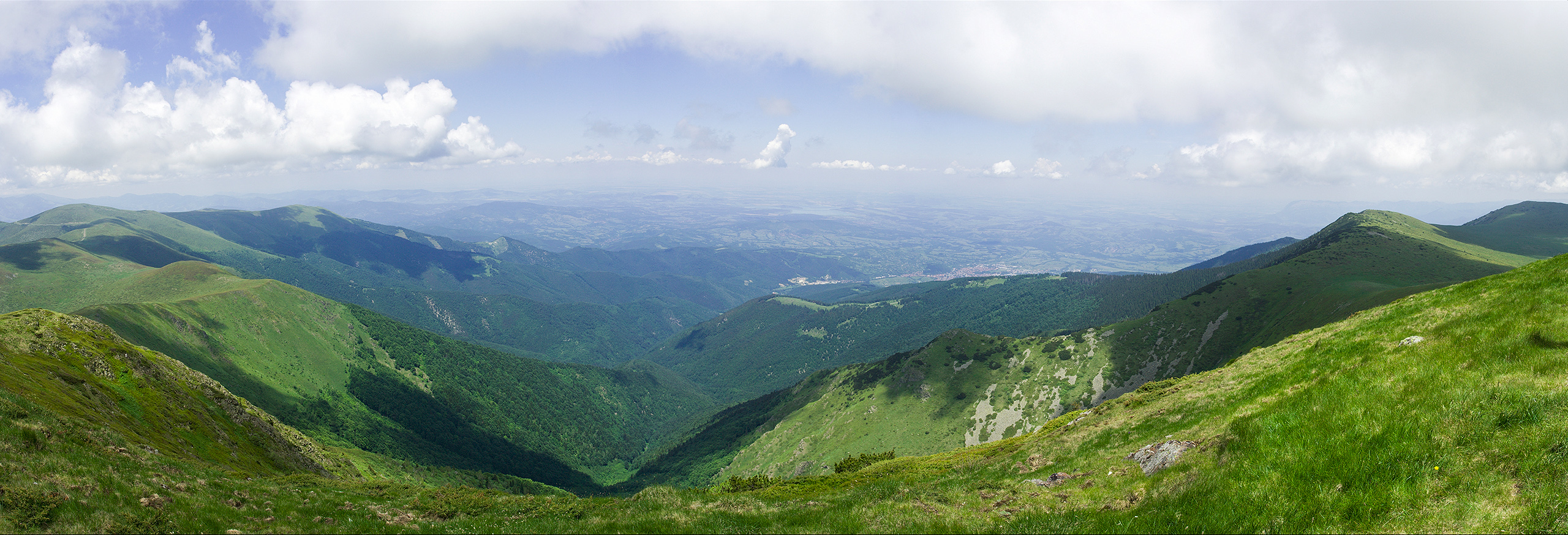
Dãy núi Balkan đầy tự hào...
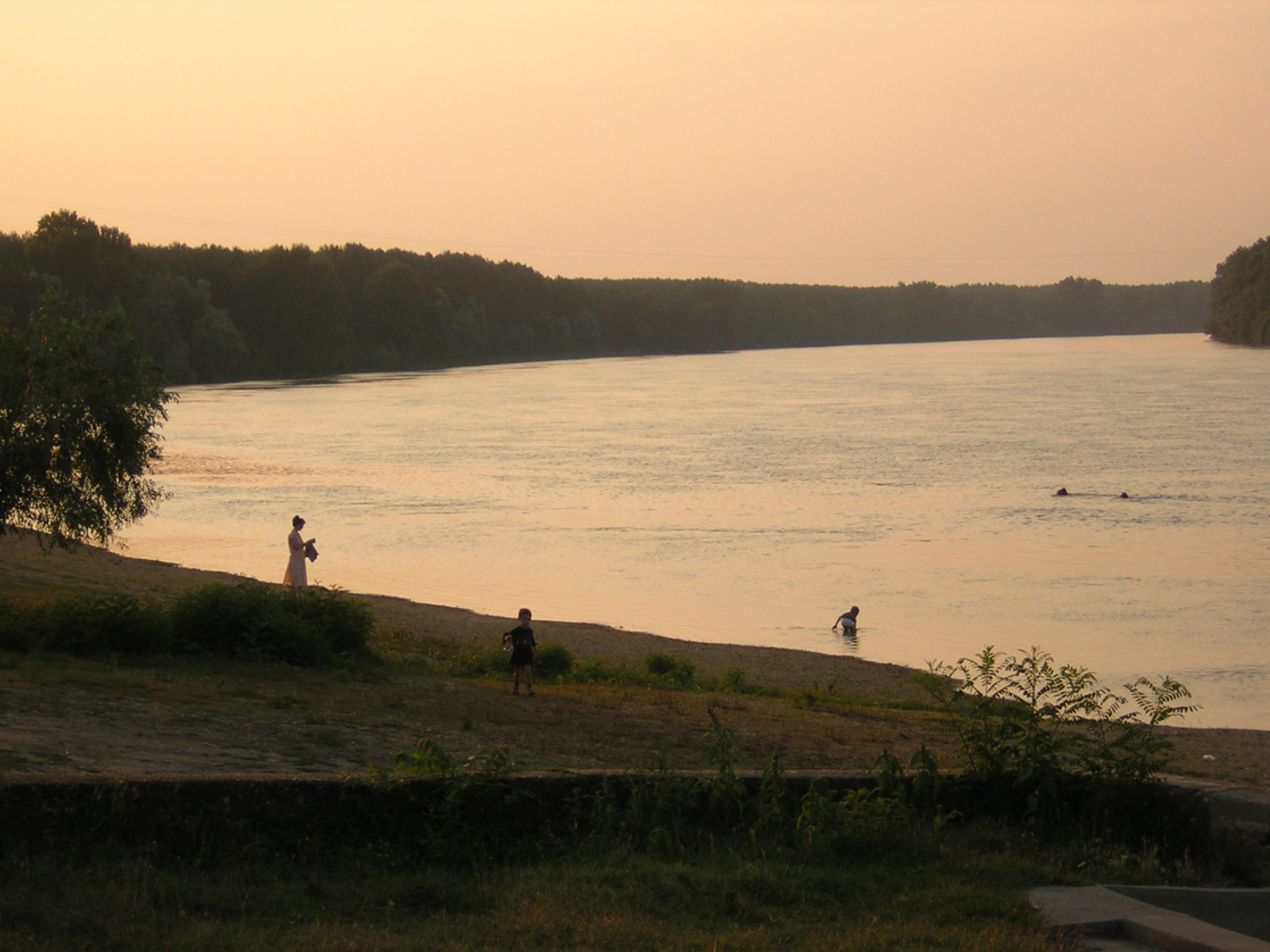
... Dòng Danube lấp lánh...
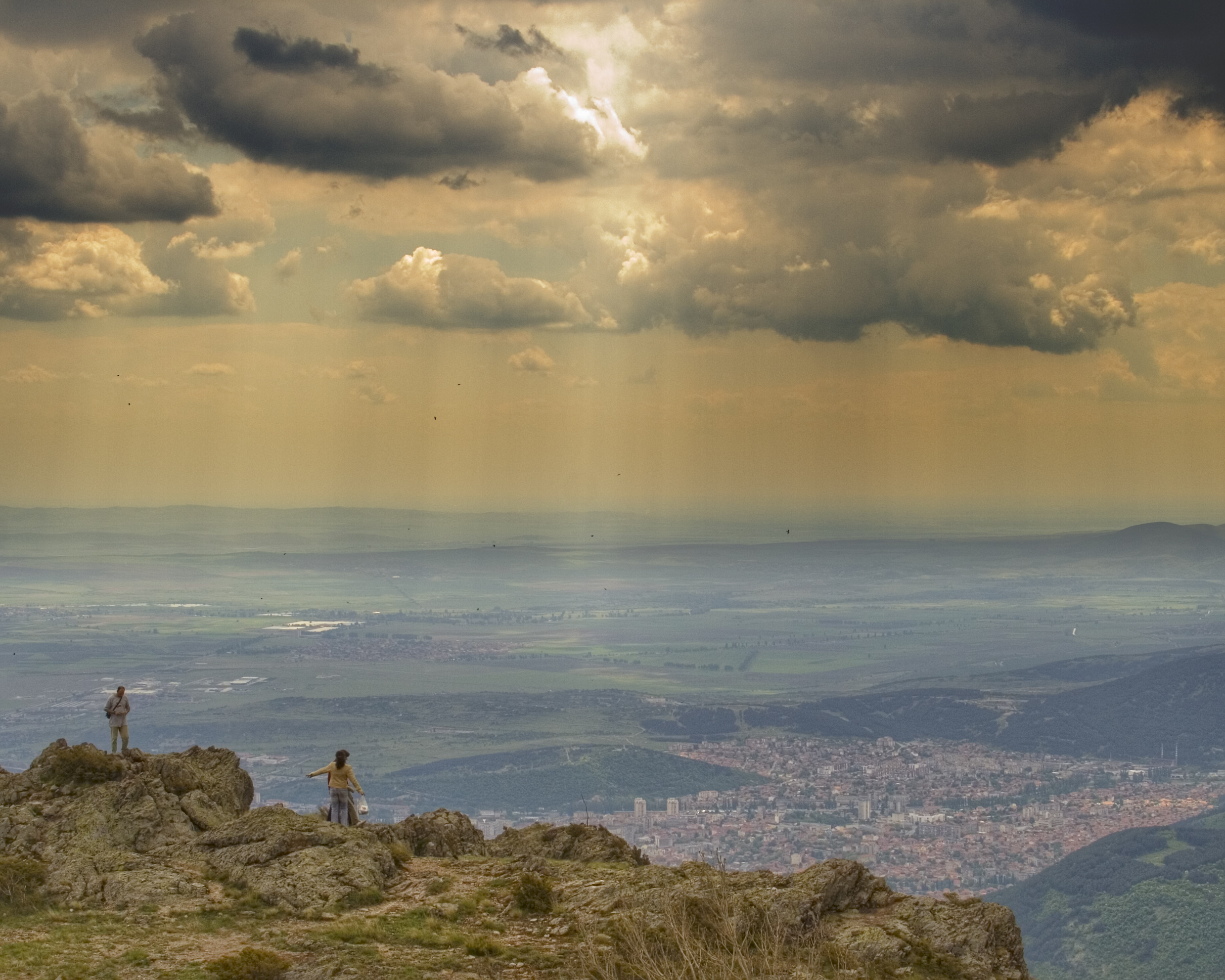
...Mặt trời chiếu sáng trên Thrace...
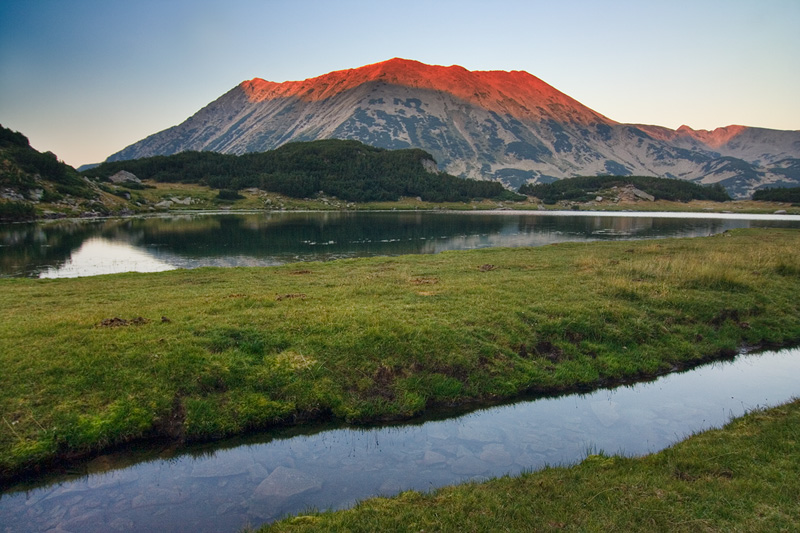
... và lóe trên Pirin.